# Chakufwa Chihana
Pour les articles homonymes, voir Chihana.
Chakufwa Chihana (11 mars 1939 – 12 juin 2006) est un militant malawite des droits de l'homme, partisan de la démocratie, syndicaliste puis homme politique. Il est second vice-président du Malawi, sous la présidence de Bakili Muluzi. Il est souvent appelé le « père de la démocratie au Malawi ». Il est le dirigeant d'un mouvement politique clandestin qui exhorta Hastings Kamuzu Banda, qui dirigeait depuis trente ans, à organiser un référendum en vue d'instaurer le pluralisme électoral. Il reçoit le Prix Robert F. Kennedy des droits de l'homme en 1992.

## Biographie
Chihana naît dans le village de Mhuju, Kawiluwilu, dans la région nord du Nyassaland (aujourd'hui Malawi). Son père meurt alors qu'il est encore jeune et il est élevé par sa mère, militante féministe locale. Après ses études secondaires, il travaille pour le gouvernement colonial et devient membre d'un syndicat, le 4000-strong Commercial General Union. En 1958, il devient rédacteur en chef et responsable de la publicité du magazine du syndicat. L'année suivante, âgé de 21 ans, il devient secrétaire général du syndicat. Il est actif dans des campagnes concernant les Malawi Railways (chemins de fer nationaux) et l'Imperial Tobacco. Il étudie dans les universités d'Oslo et de Dubrovnik et obtient un master en science politique à l'université de Bradford. Il est professeur associé à l'université du Botswana. En 1985, il est cofondateur et secrétaire général du conseil de coordination des syndicats d'Afrique australe (southern African trade union coordinating council, SATUCC).

## Activité politique

### Lutte anti-coloniale
Il rejoint le Malawi Congress Party (MCP), parti anti-colonialiste fermement opposé à la Fédération de Rhodésie et du Nyassaland et à la tutelle britannique sur le Nyassaland. À la fin de l'année 1963, la fédération a explosé et Hastings Banda est devenu le premier ministre du Malawi nouvellement indépendant. Alors que Banda commence à consolider son pouvoir, Chihana continue à supporter les syndicats indépendants et la démocratie en politique ; il est chassé du MCP par Banda. Il est assigné à résidence et agressé. Il s'échappe et rejoint le Kenya, avec l'aide d'un prêtre catholique. Il continue à critiquer Hastings Banda depuis le Kenya, où il travaille comme conseiller de la fédération kényane du travail.

### Exil politique et emprisonnement
En tant que syndicaliste et militant de la démocratie, il est enlevé et emprisonné à son retour du Kenya, en 1970. Au cours de son emprisonnement, qui dure sept ans, il est torturé et il passe cinq ans à l'isolement. Presbytérien, il critiqua plus tard le silence de l'Église au sujet de sa détention. Amnesty International le qualifie de prisonnier d'opinion et joue un rôle déterminant dans la libération.
Il est libéré en 1977 mais continue à protester contre le gouvernement de parti unique. À cette époque, il se rend en Angleterre pour étudier au Nuffield College de l'université d'Oxford.

### SATUCC
Il continue à travailler avec les syndicats d'Afrique australe. En 1985, il est cofondateur et secrétaire général du conseil de coordination des syndicats d'Afrique australe (southern African trade union coordinating council, SATUCC).

### Seconde arrestation
En 1992, il retourne au Malawi pour une conférence démocratique. Il qualifie le parti de Banda de « parti de la mort et de l'obscurité » et appelle à un système multipartite. À la suite de ce discours, il est arrêté et condamné à deux ans de travaux forcés pour sédition. La pression continue cependant de s'exercer et Banda est obligé d'accepter un référendum qui se tient le 17 juin 1993, à l'issue duquel la règle du parti unique est massivement rejetée. Chakufwa Chihana est relâché quatre jours avant le référendum, en partie grâce au vice-président américain, Al Gore, qui convoque l'ambassadeur du Malawi pour protester contre cette détention et appelle à l'introduction de la démocratie.

## Émergence des partis politiques et fondation de l'AFORD
Il est le fondateur et le dirigeant du mouvement Alliance for Democracy (AFORD), qui devient un parti politique dès que ceux-ci sont légalisés. D'autres partis sont créés tel celui de Bakili Muluzi, le Front démocratique uni. À l'occasion des élections générales de 1994, le parti de Hastings Banda, le Malawi Congress Party (MCP), perd face au Front démocratique uni ; le parti de Chakufwa Chihana arrive en troisième position. Ironiquement, malgré la place prééminente occupée par Chihana en tant que figure de proue de la démocratie au Malawi, il perd les élections face au charismatique Bakili Muluzi qui avait vécu en dehors du pays. Muluzi devient le premier président démocratiquement élu du Malawi et désigne Chakufwa Chihana comme second vice-président.

## Suite de sa carrière
Il occupe le poste de second vice-président de 1994 à 1996 puis entre 2003 et 2004. Mais, durant cette période, l'AFORD décline, jusqu'à n'avoir, en 2006, plus que 2 sièges sur 193 au parlement. En 2004, il entretient une querelle publique avec l'Église presbytérienne d'Afrique centrale, lui demandant de se tenir à l'écart de la politique.
Selon The Guardian, il n'arrive pas à gérer la crise alimentaire qui se produit durant son second mandat, ce qui le conduit à la démission.

## Décès
Il meurt, le 12 juin 2006, à Johannesbourg, après avoir été opéré d'une tumeur au cerveau, à l'âge de 67 ans. Il a droit à des funérailles nationales. Il laisse sa femme, Christina, son fils, Enoch, et ses filles, Nina et Tawonga.

## Récompense
Il reçoit le Prix Robert F. Kennedy des droits de l'homme en 1992.